# ネットワーク (台東区の企業)
株式会社ネットワークは、東京都台東区に本社を置く、婦人服・ドッグウェア等の企画、製造、販売のほか、飲食業、宿泊事業を運営するアパレル企業である。

## 概要
(アパレル)
- サンタ・モニカをイメージしたアメリカンカジュアルのアパレル商品で人と犬用ウェアを同じデザインで企画したものを売りにしている。婦人・紳士服・ドッグウェア・ドッググッズ等の企画・製造から小売店または直営の通販サイトで販売する製造小売業を展開。
- 33店舗（2020年12月現在）

(ドッグカフェ)
- 一部の小売店にドッグカフェを併設。
- 14店舗（2020年12月現在）

(ホテル)
- 2017年7月に愛犬と泊まれるホテルを長野県軽井沢町に開業[1]。
- 2020年7月には、神奈川県藤沢市に2つ目を開業。

### 展開ブランド
現在、下記のブランドを展開している。
- DOG DEPT（ドッグデプト）

## 沿革
- 1991年
  - 9月 - 株式会社ネットワークを設立
- 2015年
  - 9月 - DOG DEPT GARDEN 佐野店をOPEN
  - 10月 - DOG DEPT GARDEN 木更津店をOPEN